# Cięciwa (lotnictwo)
Cięciwa – linia prosta łącząca ostrze ze środkiem krzywizny noska profilu lotniczego. Odległość między punktem przecięcia cięciwy z noskiem profilu i ostrzem nazywamy długością cięciwy.

## Średnia cięciwa geometryczna
Średnia cięciwa geometryczna jest definiowana jako iloraz powierzchni płata do jego rozpiętości:
{\displaystyle c_{g}={\frac {S}{b}},}
gdzie {\displaystyle S} jest powierzchnią płata a {\displaystyle b} jego rozpiętością. Średnia cięciwa geometryczna jest więc cięciwą prostokątnego płata o powierzchni i wydłużeniu równoważnemu danemu płatowi. Wielkość ta jest czysto geometryczna i jest rzadko używana w aerodynamice.

## Średnia cięciwa aerodynamiczna
Średnia cięciwa aerodynamiczna płata jest definiowana jako:
{\displaystyle SCA={\frac {2}{S}}}{\displaystyle \int _{0}^{\frac {b}{2}}c^{2}(y)dy,}
gdzie {\displaystyle y} jest współrzędną wzdłuż rozpiętości płata, a {\displaystyle c} jest długością cięciwy dla współrzędnej {\displaystyle y.} Pozostałe wielkości są identyczne jak dla {\displaystyle c_{g}.}
W ujęciu fizycznym, średnia cięciwa aerodynamiczna jest to cięciwa płata prostokątnego, o tej samej powierzchni, sile aerodynamicznej i położeniu środka parcia przy ustalonym kącie natarcia jak dany płat. Ujmując to prościej, średnia cięciwa aerodynamiczna płata jest dla danych warunków szerokością równoważnego płata prostokątnego. Z tego względu ważna jest znajomość jej położenia. W szczególności położenie środka ciężkości samolotu jest zazwyczaj mierzone względem SCA, jako odległość od krawędzi natarcia SCA odniesiona do jej długości.